# Sphodros fitchi
Espèce
Sphodros fitchi est une espèce d'araignées mygalomorphes de la famille des Atypidae.

## Distribution
Cette espèce est endémique des États-Unis. Elle se rencontre en Arkansas,  en Oklahoma, au Kansas et au Nebraska.

## Description
Le mâle mesure 12,70 mm et la femelle 24,50 mm.

## Étymologie
Cette espèce est nommée en l'honneur d'Henry Sheldon Fitch.

## Publication originale
- Gertsch & Platnick, 1980 : A revision of the American spiders of the family Atypidae (Araneae, Mygalomorphae). American Museum Novitates, no 2704, p. 1-39 (texte intégral).